# 1940 en football
Cet article présente les faits marquants de l'année 1940 en football.

## Chronologie
- 28 janvier : au Parc des Princes de Paris, l'équipe de France l'emporte 3-2 face à l'équipe du Portugal.
- 5 mai : le RC Paris remporte la Coupe de France face à l'Olympique de Marseille, 2-1.
- 29 septembre : le Wydad AC remporte la Supercoupe du Maroc face à l'US Marocaine sur le score de 3 buts à 2 au Stade Philip à Casablanca.

## Champions nationaux
- Le FC Schalke 04 est champion d'Allemagne.
- L'Atlético de Madrid est champion d'Espagne.
- L'Inter Milan est champion d'Italie.
- Le Lierse SK est champion de Belgique.
- L'US Marocaine est champion du Maroc grâce a sa victoire en match finale devant le sous-champion Wydad AC sur le score d'un but à zéro.

## Naissances
Plus d'informations : Liste d'acteurs du football nés en 1940.
- 23 janvier : Brian Labone, footballeur anglais.
- 24 février : Denis Law, footballeur écossais.
- 5 mars : Sepp Piontek, entraîneur allemand.
- 10 mai : Vicente Miera, entraîneur espagnol.
- 21 mai : Robert Budzynski, footballeur puis directeur sportif français.
- 4 octobre : Silvio Marzolini, footballeur argentin.
- 23 octobre : Pelé, footballeur brésilien.
- 4 novembre : Claude Bez, dirigeant français.
- 29 décembre : Nestor Combin, footballeur argentin puis français.

## Décès
- 19 octobre : Umberto Caligaris, footballeur italien.
- 20 novembre : décès à 58 ans de Robert Lane, international canadien ayant remporté la médaille d'or aux Jeux olympiques 1904.
- 26 décembre : décès à 50 ans de Reidar Amble Ommundsen, joueur norvégien ayant remporté la Coupe de Norvège 1911.

## Liens
- RSSSF : Tous les résultats du monde